# Jorge Gottau
Jorge Gottau (1917-1994) fue un sacerdote redentorista argentino, ordenado en 1942 y designado primer obispo de la diócesis de Añatuya por el papa Juan XXIII en 1961. Fue padre conciliar en el Concilio Vaticano II, participando de las cuatro sesiones que tuvieron lugar entre los años 1962 y 1965.
Con ese nuevo espíritu conciliar, desarrolló una labor pastoral incansable en la que por entonces se consideraba la diócesis más pobre de la Argentina: Añatuya. Durante los 31 años de su obispado, creó 15 nuevas parroquias y más de 200 capillas, con la colaboración de sacerdotes, religiosos, y una amplia red de laicos comprometidos, tanto dentro como fuera de la diócesis. Estableció 26 centros educativos y 7 hogares para niños, ancianos y discapacitados. Promovió cooperativas y el denominado «Proyecto del Salado» que benefició a cientos de pequeños productores rurales. Gestionó la construcción de canales, aljibes y postas sanitarias. Fue el creador de un plan de viviendas con la finalidad de erradicar la llamada «vivienda-rancho». También implantó delegaciones de Cáritas Argentina y comedores en todas las parroquias y organizó 3 radios, un centro deportivo y un centro cultural.
Por inspiración suya, se creó en 1970 la «Colecta Nacional "Más por Menos"» (así llamada por su objetivo: «que los que tienen más ayuden a los que tienen menos»), destinada a paliar las carencias de las diócesis más necesitadas de la Argentina y considerada una de las iniciativas más admirables de la Iglesia argentina en el campo social. 
Durante su obispado, el porcentaje de bautizados de la diócesis creció hasta alcanzar el 95,6% de la población en 1990, cifra que nunca fue superada. En razón de su obra realizada en medio de condiciones tan adversas, Jorge Gottau fue apodado «el obispo de la promoción humana». Luego de su renuncia por edad en 1992, permaneció como Obispo emérito de Añatuya hasta su muerte, acaecida en la ciudad de Buenos Aires en 1994.
En 2010 la Iglesia Católica proclamó «siervo de Dios» a Jorge Gottau, iniciándose así el camino de su canonización. Una fundación que lleva su nombre continúa con la obra iniciada por el obispo. Jorge Gottau permanece hasta hoy en la mente de los pobladores de la diócesis de Añatuya como un hombre en el que la heroicidad de las virtudes cristalizó en una gran obra realizada en una de las regiones más pobres de la Argentina.

## Biografía

### Vocación y sacerdocio de Jorge Gottau
Jorge María Gottau nació el 23 de mayo de 1917 en la localidad de Esteban Agustín Gascón, provincia de Buenos Aires, Argentina. Fue hijo de José Gottau y Juliana Bahl, quienes conformaron una familia de profundas convicciones cristianas. Con 11 hijos, habitaron en una colonia íntegrada por descendientes de alemanes del Volga, la Colonia San Miguel Arcángel.

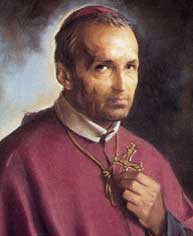
Alfonso María de Ligorio, obispo, doctor de la Iglesia y fundador de la congregación del Santísimo Redentor. Este santo fue inspirador de muchos elementos de la espiritualidad que caracterizó a Jorge Gottau.

Jorge Gottau cursó sus estudios primarios en el colegio «Niño Jesús» en la colonia antes citada. Desde muy pequeño experimentó su vocación sacerdotal, ingresando por decisión personal con solamente 12 años en el seminario menor de los Padres Redentoristas en Bella Vista (actual diócesis de San Miguel), en la provincia de Buenos Aires. Su vocación desde temprana edad, siguiendo el ejemplo de Alfonso María de Ligorio, un obispo italiano canonizado y declarado doctor de la Iglesia, consistió en dedicar su vida al servicio de los más necesitados.
A comienzos de 1937, se trasladó a la casa de noviciado de Manuel Campos, en las cercanías de la ciudad de Pergamino. El 2 de febrero de 1938 hizo allí sus votos religiosos para formar parte de la Congregación del Santísimo Redentor. Posteriormente se trasladó a Villa Allende, provincia de Córdoba, donde completaría como seminarista sus estudios de filosofía y teología. Fue entonces que el joven Jorge enfocó con entusiasmo su formación de futuro sacerdote misionero.
El 19 de diciembre de 1942, con 25 años de edad, recibió el sacramento del Orden Sagrado. Celebró su primera Misa en la localidad de Santa Teresa, en la provincia de La Pampa. Se desempeñó como párroco en la localidad bonaerense de Darregueira. En 1956 fue elegido Superior Provincial de los Padres Redentoristas de la República Argentina.

### Consagración episcopal de Jorge Gottau

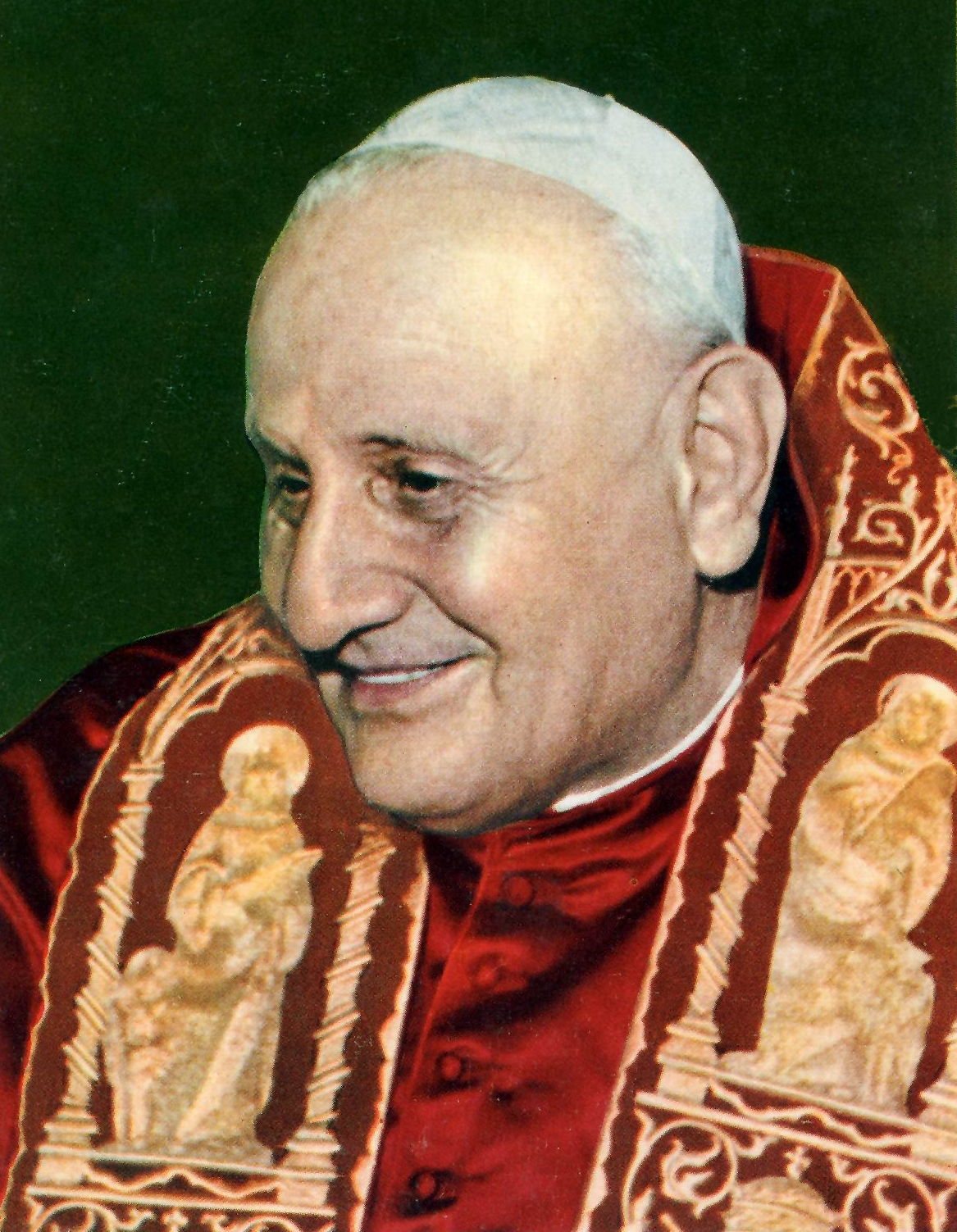
Poco antes del Concilio Vaticano II, Juan XXIII, apodado «el papa bueno», creó la Diócesis de Añatuya y eligió a Jorge Gottau para el obispado de esa diócesis.

En el año 1961, la Santa Sede decidió la creación de varias diócesis en la Argentina, entre ellas, la diócesis de Añatuya. Sufragánea de la Arquidiócesis de Tucumán, la diócesis de Añatuya fue creada por el Papa y beato Juan XXIII el 10 de abril de 1961, mediante la bula In Argentina erigiéndose a partir de territorio perteneciente hasta entonces a la diócesis de Santiago del Estero. La diócesis de Añatuya abarca varios departamentos de la provincia de Santiago del Estero, a saber de norte a sur: Copo, Alberdi, Moreno, la zona oriental del departamento Figueroa (al E del río Salado del Norte), y los departamentos Juan Felipe Ibarra, General Taboada y Belgrano.
Las características de la diócesis eran en general poco atractivas. 
La temperatura del aire con frecuencia supera los 50 °C, los vientos son calientes, las lluvias escasas y buena parte de la tierra es estéril. Numerosos bañados y lagunas acompañan el recorrido del río Salado del Norte, que puede causar inundaciones graves por el escurrimiento muy lento del agua. El agua potable constituye un tema crítico: muchos pobladores sólo pueden utilizar agua de lluvia, porque el agua subterránea suele poseer niveles de sodio y arsénico incompatibles con el consumo. Los caminos son «de huella» (es decir, senderos que se abren naturalmente a medida que los pobladores los transitan), fangosos y precarios, y los trenes dejarían de pasar en 1973. Esto condena a los pobladores a pagar alimentos caros y a no tener atención médica a tiempo. Abundan los padecimientos endémicos como la enfermedad de Chagas-Mazza, enfermedades gastrointestinales, parasitosis, enfermedades cardíacas, hepáticas y renales, etc., la mayoría como consecuencia de la desnutrición, de la falta de higiene personal y de la escasez de agua potable. La zona tiene índices de desempleo, subempleo, desnutrición y deserción escolar elevados. Los nombres de algunas localidades o ciudades de la diócesis de Añatuya (Monte Quemado) o de diócesis vecinas (como Pampa de los Infiernos, en el Chaco) son por demás descriptivos.
La zona de Añatuya era paupérrima en recursos y medios, pero más pobre aún era el panorama espiritual y religioso. El papa Juan requería un obispo con carácter misionero, y acertó en la elección de Jorge Gottau, quien fue designado obispo de Añatuya el 12 de junio de 1961. El 27 de agosto de ese año, recibió la consagración episcopal en la parroquia Nuestra Señora de las Victorias de los Padres Redentoristas en Buenos Aires.  de manos del cardenal Antonio Caggiano, quien fue así su antecesor en el linaje episcopal. El 1 de octubre se hizo cargo de la diócesis de Añatuya. Como lema episcopal, eligió las palabras: «Ad Jesum per Mariam» (A Jesús por María).

### Jorge Gottau, «Padre Conciliar»
Se vivía en esos años un nuevo espíritu conciliar, desde que el 25 de enero de 1959, Juan XXIII pronunció su «discorsetto» (discursito, tal el nombre que el Papa le dio) en el cual anunció la realización del Concilio Vaticano II. Jorge Gottau fue consagrado obispo durante la fase preparatoria del Concilio y participó en carácter de «Padre Conciliar» de las cuatro sesiones que tuvieron lugar entre los años 1962 y 1965, y que cambiaron el rumbo pastoral de la Iglesia católica del siglo XX.

### El obispo misionero
La diócesis recién creada sólo tenía 7 parroquias y 7 sacerdotes para atender a unos 160.000 habitantes que la diócesis albergaba en 1964, dispersos en 68.000 km². Gottau llegó a Añatuya acompañado por el padre Emilio De Elejalde y, luego de recorrer toda la diócesis, dedicó buena parte de sus esfuerzos a conseguir recursos económicos y colaboradores para desarrollar la obra que tenía en mente para la región del Chaco santiagueño. Supo granjearse la confianza de varias diócesis de Alemania con las que tenía contacto y de muchas parroquias de Buenos Aires que le brindaron su apoyo, y convocó a valiosos agentes de pastoral residentes en distintos puntos de Europa y de Hispanoamérica.

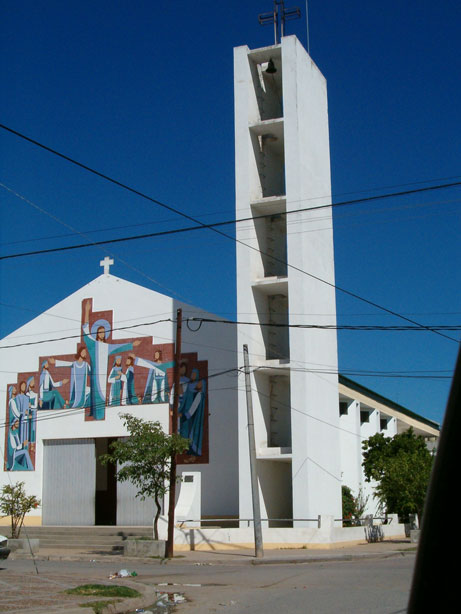
La catedral de Añatuya, que tuvo a Monseñor Gottau como obispo, se caracteriza por su dignidad en la sencillez.

Durante los 31 años que estuvo al frente de la diócesis creó 15 nuevas parroquias y más de 200 capillas, con la colaboración no sólo de los sacerdotes y religiosos (cuyo número se incrementó sustantivamente), sino también de una amplia red de laicos comprometidos con esa labor, tanto dentro como fuera de la diócesis. Estableció 26 centros educativos (que comprenden 15 establecimientos de nivel primario, 8 de nivel secundario, 2 profesorados y una escuela de educación especial), a los que se sumaron centros agrotécnicos, centros de capacitación laboral, y talleres. Erigió 7 hogares destinados a niños, ancianos y discapacitados, entre otras obras. Gestionó la construcción de canales, aljibes y postas sanitarias. Fue el creador de un plan de viviendas con la finalidad de erradicar la «vivienda-rancho», sitio principal de la proliferación de la vinchuca, insecto vector del parásito Trypanosoma cruzi que es el agente etiológico de la enfermedad de Chagas-Mazza. También implantó delegaciones de Cáritas Argentina y comedores en todas las parroquias y organizó 3 radios, un centro deportivo y un centro cultural.
Jorge Gottau se caracterizó por la promoción del cooperativismo con la finalidad de beneficiar a los pequeños productores. Durante la gestión de Jorge Gottau, la Diócesis de Añatuya tuvo un importante papel en las experiencias iniciales de movilización campesina. En 1982, el obispado puso en marcha un proyecto de promoción propio, al que se denominó «Proyecto del Salado», cuyos objetivos eran la formación de organizaciones comunitarias, la capacitación de dirigentes y animadores, la promoción integral y, principalmente, el logro del asentamiento estable de la población, terminando con el éxodo de mano de obra hacia otras provincias. Para ello y por gestión de Gottau, el proyecto contó con el apoyo externo de una obra episcopal de la Iglesia católica en Alemania para la cooperación al desarrollo llamada «MISEREOR», para la constitución de equipos técnicos y de promotores sociales. El resultado inicial de dicho proyecto fue la conformación, ya hacia el final del obispado de Gottau en 1991, de la Unión de Pequeños Productores del Salado del Norte (UPPSAN).

### La «Colecta Nacional "Más por Menos"»
Como señaló María Inés Passanante, investigadora científica del CONICET, fue por inspiración de Jorge Gottau que se creó en 1970 la «Colecta Nacional "Más por Menos"» (así llamada por su objetivo: «que los que tienen más ayuden a los que tienen menos»), destinada a paliar las carencias de las diócesis más necesitadas de la Argentina.
La colecta, que lleva ya más de cuatro décadas ininterrumpidas de realización, se efectúa anualmente en toda la Argentina, gestionada por la Conferencia Episcopal Argentina, a través de su Comisión de Ayuda a las Regiones más Necesitadas, encabezada luego por otros obispos que le sucedieron en la diócesis de Añatuya, como monseñor Adolfo Uriona y monseñor José Luis Corral. Constituye una búsqueda de puesta en común de los bienes entre los argentinos «con el fin de construir una historia sin excluidos».
En el concepto del obispo argentino Jorge Novak, cofundador del Movimiento Ecuménico por los Derechos Humanos, esa colecta realizada ininterrumpidamente es «una de las iniciativas más admirables de la Iglesia en nuestro país».

### Jorge Gottau: sus últimos años
Durante el obispado de Gottau, el porcentaje de bautizados de la diócesis creció hasta alcanzar el 95,6% de la población en 1990, cifra que nunca fue superada.
Tras cumplir 75 años, Gottau se retiró del obispado de Añatuya el 21 de diciembre de 1992. En la despedida, que se realizó el 18 de diciembre de 1992, oportunidad de  Inaugurarse su última obra: el Centro Cultural que lleva su nombre, fue destacado como «ciudadano ilustre» por el gobernador santiagueño Carlos Mujica, en reconocimiento a la extensa labor por él realizada.
Gottau continuó siendo obispo emérito de Añatuya hasta su fallecimiento, el 24 de abril de 1994, a los 77 años de edad en la ciudad de Buenos Aires. Según la hermana Margarita, de la Congregación de las Hermanas de la Santa Cruz, quien lo cuidó hasta el final, escribió sus últimas palabras el 1 de abril de 1994, tomándolas de la II Corintios 1:5:

Así como abundan en nosotros los sufrimientos de Cristo, también por medio de Cristo abunda nuestro consuelo.p. 154

Sus restos descansan en la catedral «Nuestra Señora del Valle» de Añatuya. Había sido sacerdote por más de 51 años, y obispo por más de 32.

## Reconocimiento y legado

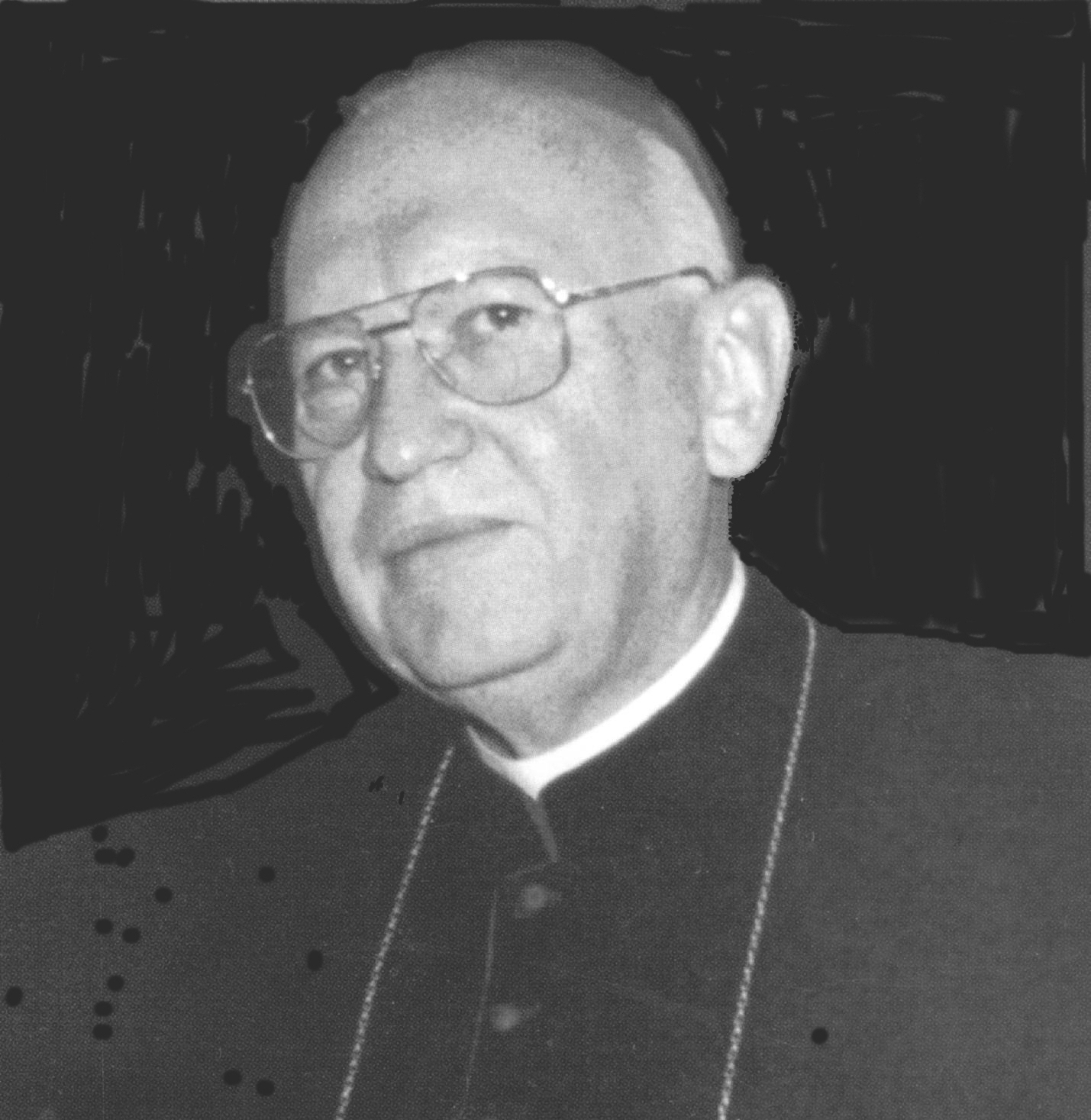
Rostro de Jorge Gottau. La Iglesia católica lo proclamó «siervo de Dios».

Casi dos años después de la muerte de Gottau, el 1 de marzo de 1996, se inició la existencia jurídico-legal de la «Fundación Gottau», cuyo objetivo principal es el desarrollo de la región del Chaco santiagueño como continuación de la obra iniciada por el obispo. Su accionar se basa en la comunicación de la realidad de los habitantes de la diócesis de Añatuya, el desarrollo del voluntariado y la recaudación de donaciones con el objetivo de conformar una comunidad de amigos que apoyen solidariamente el desarrollo de la región y de sus habitantes. Inspirada por el espíritu de Gottau, la Fundación predica los valores del amor y la dignidad de la persona, la solidaridad, la participación de los destinatarios como agentes de cambio y la opción preferencial por los pobres y los jóvenes.
En 2010, la Iglesia Católica proclamó «siervo de Dios» a Jorge Gottau, iniciándose así el camino de su canonización. El tribunal para la causa de beatificación y canonización del siervo de Dios, Mons. Jorge Gottau, se constituyó el 29 de junio de 2010, y la comisión investigadora de la causa juró el lunes 6 de septiembre del mismo año. Jorge Gottau es llamado hoy el «obispo de la promoción humana» y considerado un símbolo en la lucha contra la pobreza extrema.
Los testimonios recogidos por una publicación reciente dan cuenta de que, dos décadas después de su muerte, Jorge Gottau permanece en la memoria de los lugareños de Añatuya, quizá como resultado de haber encarnado aquella frase que gustaba de predicar: «Dios ama al que da con alegría» (2Corintios 9:7).
| Predecesor: No hubo | Primer Obispo de Añatuya 1961 - 1992 | Sucesor: Antonio Juan Baseotto, C.SS.R. |